# ژانگ ییفان
ژانگ ییفان (انگلیسی: Zhang Yifan؛ زادهٔ ۲۲ نوامبر ۲۰۰۰) شناگر اهل چین است.
وی در مسابقات کشوری و بین‌المللی در مجموع برندهٔ ۱ مدال طلا شده‌است.